# Brian Cage
Brian Cage, pseudonimo di Brian Cristopher Button (Fresno, 2 febbraio 1984), è un wrestler statunitense sotto contratto con la All Elite Wrestling.
Molto conosciuto per i suoi match in Pro Wrestling Guerrilla, nella Total Nonstop Action Wrestling/Impact Wrestling e a Lucha Underground. È stato anche sotto contratto con la WWE, militando nella Florida Championship Wrestling come Kris Logan, dove è stato tag team champion, insieme a Justin Gabriel.
Famoso per le capacità di unire la potenza con l'atletismo tipico di categorie di peso inferiori.

## Carriera

### Circuito indipendente (2004–2008)
L'amore di Cage per il wrestling e il desiderio di diventare un wrestler sono iniziati guardandolo in televisione da bambino. Durante quei primi anni Cage divenne amico del defunto Chris Kanyon in seguito ad uno spettacolo che si tenne a Sacramento alla Sleep Train Arena dove fece un segno che Kanyon notò. Kanyon divenne quindi il più grande sostenitore di Cage nella sua decisione di intraprendere la carriera di wrestler. Ciò alla fine portò lui e i suoi amici a fondare la propria federazione nel 2004 chiamata Main-Event Wrestling Federation (MWF) a Chico (California). Il debutto nel wrestling di Cage è avvenuto ad uno spettacolo del MWF, contro Kanyon. Ciò alla fine portò a un secondo spettacolo in cui Kanyon affrontò ancora una volta Cage. Cage ha finito per vincere entrambe le partite contro Kanyon. Durante questo periodo, Cage si era allenato al Pro Championship Wrestling. Inoltre, Cage ha gareggiato all'All Pro Wrestling. Ciò continuò fino a quando Cage, sotto il consiglio di Kanyon, partì per trasferirsi ad Atlanta per trovarsi nell'allora territorio di sviluppo della WWE Deep South Wrestling.
Sebbene non avesse firmato ufficialmente con la Deep South Wrestling, Cage gareggiò in partite con altri wrestler della WWE. Quando la WWE pose fine ai suoi legami con DSW, Cage partì per tornare in California. Tuttavia, prima che Cage se ne andasse, Kanyon chiese a Cage di diventare Mortis in modo che un giorno, se Kanyon avesse mai deciso di tornare, avrebbe potuto ancora avere il suo nome là fuori.
Cage tornò di nuovo in California e lavorò con promozioni come All Pro Wrestling, Supreme Pro Wrestling e Fog City Wrestling.

### Florida Championship Wrestling (2008–2009)
Nel giugno 2008, la WWE firmò un contratto di sviluppo per Cage. Lo mandarono al loro territorio di sviluppo Florida Championship Wrestling, con sede a Tampa. Quando Cage iniziò per la prima volta con FCW usava il nome Brian Cage ma alla fine gli fu chiesto di cambiarlo e inventò il nome Kris Logan. Il nome Kris Logan è stato creato per rendere omaggio a Chris Kanyon, con la parte di Logan dovuta al suo aspetto simile al personaggio della Marvel Comics Wolverine, insieme all'abito che indossava che sfoggiava collant gialli con segni di artigli. Il 23 luglio 2009, Logan e Justin Gabriel ha sconfitto The Dude Busters (Caylen Croft e Trent Barreta) diventando FCW Florida Tag Team Champions. Tuttavia, hanno perso i titoli quella stessa notte contro i Rotundos (Bo Rotundo e Duke Rotundo). Successivamente, Cage avrebbe inventato un nuovo personaggio Night Claw. Il personaggio di Night Claw è stato visto in alcuni match e avrebbe dovuto essere utilizzato durante il periodo in cui Hurricane era ancora attivo in WWE. Tuttavia, ciò non si è verificato poiché Cage è stato finalmente rilasciato dal suo contratto nel settembre 2009.

### Ritorno nel circuito indipendente (2009–2020)

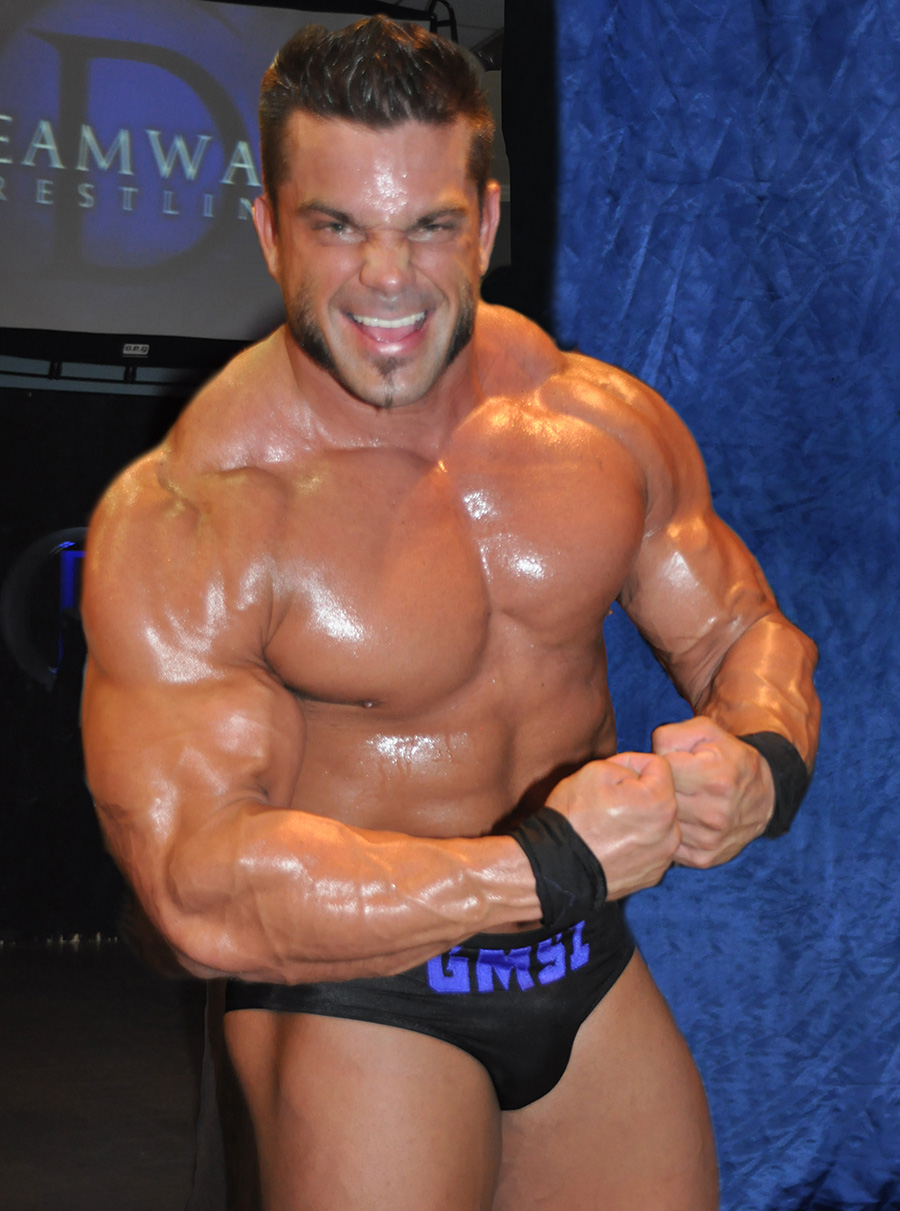
Cage in un evento indipendente nel 2014

Dopo il suo rilascio dalla WWE, Cage tornò nel circuito di wrestling indipendente e gareggiò persino in Asia. Cage sarebbe tornato alla promozione di wrestling Main Event Wrestling dove avrebbe vinto la Main Event Wrestling California Cup dove sconfisse Ryan Taylor, Joey Ryan, e infine T.J. Perkins. Nell'ottobre 2010, Cage lottò e vinse un incontro contro Kenny Dykstra al Main Event Wrestling in pay-per-view su Internet.
Cage si unì poi alla promozione NWA Hollywood dove fece squadra con Shaun Ricker per formare il tag team Natural Selection gestito da Percy Pringle III. 
Verso la fine del 2011, la squadra si divise perché Cage entrò in conflitto con Ricker e Cage rimase come unico concorrente.
Cage ha gareggiato anche in altre promozioni come la Future Stars of Wrestling. Cage ebbe una faida con Brandon Gatson, contro il quale avrebbe poi gareggiato in un match il 21 gennaio 2012, che venne chiamato Match of the Year.
Nel maggio 2017, Cage iniziò a lavorare per la promozione giapponese Pro Wrestling Noah. Il 27 luglio, Cage sfidò senza successo Katsuhiko Nakajima per il GHC Heavyweight Championship.

### Pro Wrestling Guerrilla (2010–2017)

#### Fightin' Taylor Boys (2010-2012)
Cage fece il suo debutto nella Pro Wrestling Guerrilla il 30 luglio 2010, contro Brandon Bonham al Seven, perdendo. Nel match successivo, perse ancora una volta contro Bonham nel round di apertura del torneo Battle of Los Angeles. Poco dopo, Cage avrebbe formato una stable con Chuck Taylor e Ryan Taylor noti come Fightin' Taylor Boys, aggiungendo il cognome al proprio e diventando Brian Cage-Taylor. Il gruppo ottenne un successo occasionale (con Brian e Ryan che facevano la maggior parte del fare squadra), ma non furono mai sfidanti per il World Tag Team Championship. Brian gareggiò anche in vari incontri singoli durante quel periodo, incluso un Joey Ryan Invitational al Dynamite Duumvirate Tag Team Title Tournament il 4 marzo 2011, ma fu eliminato dal suo compagno di squadra Ryan Taylor. Il gruppo si è concluso in sordina dopo aver perso contro The RockNES Monsters nel round di apertura del torneo DDT4 2012, e ha preso strade separate.
Al Death to All But Metal del 25 maggio 2012, Cage (che non usava più il soprannome "Taylor") ricevette la sua prima opportunità per il titolo PWG World Championship contro il campione Kevin Steen ma perse. Al Threemendous III il 21 luglio, Cage sconfisse Eddie Edwards prima di interferire nella difesa del titolo di Steen contro Willie Mack, attaccando entrambi gli uomini. Il 1° settembre, nella prima notte della Battle of Los Angeles, Cage sconfisse B-Boy per avanzare ai quarti di finale prima di interferire in un altro incontro di Steen, causando una sconfitta non valida per il titolo contro Ricochet. 
Il giorno seguente, Cage venne eliminato dal torneo da Michael Elgin, a seguito dell'interferenza di Steen. 
Il 27 ottobre, a "Failure to Communicate", Cage sconfisse Willie Mack, con il quale era in lotta da luglio.

### Unbreakable F'N Machines (2013-2017)
Il 12 gennaio 2013, Cage e Michael Elgin formarono un team chiamato Unbreakable F'N Machines (un nome derivato dai soprannomi di entrambi i lottatori) e parteciparono al 2013 Dynamite Duumvirate Tag Team Title Tournament. Nel round di apertura, conquistarono il PWG World Tag Team Championship battendo i vincitori dell'anno precedente, i Super Smash Bros. (Player Uno e Stupefied). Tuttavia, persero il titolo contro i vincitori del torneo The Young Bucks (Matt e Nick Jackson) nella semifinale del torneo più tardi quello stesso giorno. Gli Unbreakable F'N Machines erano delle presenze fisse nella divisione tag team della PWG, gareggiando in vari tag team e incontri tag team a sei uomini durante tutto l'anno. Cage ha anche continuato a partecipare alle competizioni singole, prendendo parte al torneo Battle of Los Angeles di quell'anno, in cui ha sconfitto Tommaso Ciampa al primo round ma ha perso contro Drake Younger nei quarti di finale.
Gli Unbreakable F'N Machines hanno partecipato al 2014 Dynamite Duumvirate Tag Team Title Tournament il 31 gennaio 2014, sconfiggendo PPRay nei quarti di finale ma perdendo contro The Inner City Machine Guns nel round di semifinale. Al Mystery Vortex II, gli Unbreakable F'N Machines hanno sconfitto Inner City Machine Guns e African-American Wolves in un match a tre. In seguito, il team si è sciolto silenziosamente e Cage ed Elgin hanno preso strade separate. Dopo aver vinto tre incontri consecutivi tra la fine del 2014 e l'inizio del 2015, Cage si è guadagnato un'opportunità al titolo di campione del mondo PWG contro Roderick Strong in un match a tre, che coinvolgeva anche Chris Hero al Dynamite Duumvirate Tag Team Title Tournament il 22 maggio 2015. Tuttavia, Cage non è riuscito a vincere il titolo perché è stato schienato da Strong. Cage ha continuato il suo dominio nelle competizioni singole, portandolo a partecipare al suo quarto torneo Battle of Los Angeles nell'edizione del 2015 ad agosto. Cage ha sconfitto Aero Star al primo round ma ha perso contro Jack Evans al secondo round.
Gli Unbreakable F'N Machines si sono riuniti nel PWG al All Star Weekend 11, vincendo i loro incontri in entrambe le serate dell'evento, sconfiggendo i The Wolves la prima sera e Johnny Gargano e Tommaso Ciampa la seconda sera. Cage ha gareggiato sporadicamente nel PWG nel 2016, lottando solo due volte quell'anno. Gli Unbreakable F'N Machines sono tornati come una squadra nel PWG di nuovo nel 2017, lottando altri tre incontri. Cage avrebbe poi partecipato al torneo Battle of Los Angeles del 2017, segnando la sua quinta apparizione nel torneo. Tuttavia, è stato eliminato da Dezmond Xavier al primo round. L'ultima apparizione di Cage fino ad oggi nel PWG è avvenuta all'All Star Weekend 13, dove ha perso contro Morgan Webster.

### Total Nonstop Action Wrestling (2012–2014)
Inizialmente Cage fece un'apparizione nella Total Nonstop Action Wrestling il 30 agosto 2012 lottando in un dark match contro Robbie E e venendo sconfitto. L'anno seguente fece un'altra apparizione a Impact! il 10 gennaio 2013 e fu sconfitto da Jay Bradley. Nell'estate 2014 a Destination X prese parte a un triple threat match che comprendeva anche Sanada e Crazzy Steve in un incontro di qualificazione al round successivo del torneo per l'assegnazione del vacante TNA X Division Championship, ma venne sconfitto anche questa volta.

### Lucha Underground (2014–2018)
Il 5 ottobre 2014, è stato riferito che Cage aveva firmato con Lucha Underground. 
Ha debuttato con il ring name Cage alle registrazioni del 18 ottobre vincendo un fatal 4-way elimination match contro Aero Star, Argenis e Angélico, trasmesso in onda il 14 gennaio 2015. Sebbene avesse iniziato la serata apparentemente come un face dominante, alla fine della serata attaccò Prince Puma, consolidando il suo status di heel dominante. 
Nella trasmissione del 28 gennaio Cage ricevette un'opportunità per il Lucha Underground Championship di Puma, ma perse per squalifica, stendendo sia Puma che il suo manager Konnan in seguito. Settimane dopo, Cage sconfisse Puma in un match non valido per il titolo, guadagnandosi un'altra opportunità titolata. Il match ebbe luogo nell'episodio del 25 marzo in una street fight, che vide Puma ritenere il suo titolo contro Cage. 
Iniziò quindi una faida contro The Mack e lo sconfisse in un "Falls Count Anywhere Match" a Ultima Lucha. Nella stagione 2 di Lucha Underground, Cage fece un turn face e puntò gli occhi su Johnny Mundo. Mundo cercò di attaccare Cage dopo la sua vittoria sul debuttante Joey Ryan solo per vedere Cage ribaltare la situazione e colpirlo con la sua mossa finale Weapon X nell'edizione del 17/2 di Lucha Underground. I due si affrontarono successivamente una settimana dopo, con Mundo che vinse dopo una distrazione della debuttante Taya. Cage fu sconfitto da Matanza Cueto per il Lucha Underground Championship. Cage sconfisse Texano in una serie al meglio di sette match.

### Lucha Libre AAA Worldwide (2015–presente)
Il 27 febbraio 2015 Cage fece il suo debutto nella federazione messicana Lucha Libre AAA Worldwide, schienando l'AAA Mega Champion El Patrón Alberto nel corso di un six-man tag team match. Il 1º aprile Cage sconfisse nuovamente Alberto grazie all'aiuto di La Sociedad in un match che originariamente avrebbe dovuto svolgersi all'evento Rey de Reyes. Al termine dell'incontro, Cage domandò l'opportunità di poter sfidare Alberto per il titolo. Il match titolato si svolse il 14 giugno allo show Verano de Escándalo, dove Alberto vinse per squalifica dell'avversario. Il 9 agosto a Triplemanía XXIII, Cage fu sconfitto da Alberto in un "Lucha de Apuestas" e fu rapato a zero come da stipulazione del match.

### Ritorno a Impact Wrestling (2018–2020)

#### X Division Champion (2018–2019)
L'11 gennaio 2018, Cage firmò nuovamente con la TNA, ora conosciuta come Impact Wrestling. Nell'episodio del 15 febbraio di Impact!, Cage ha fatto il suo debutto sul ring contro John Cruz, ottenendo una vittoria decisiva. Cage avrebbe poi avuto una breve faida con Bobby Lashley dopo essersi unito a lui come suo misterioso partner all'episodio speciale "Crossroads"  di Impact! contro l'Ohio Versus Everything (Dave Crist e Jake Crist), un match che Cage e Lashley hanno vinto. Lashley ha confrontato Cage sul competere nel match nonostante Lashley non gli abbia mai chiesto aiuto. Ciò ha portato a un match tra i due nell'episodio del 29 marzo di Impact!, che Cage ha vinto, e ha segnato l'ultima apparizione di Lashley in Impact.
Il mese seguente, a Redemption 2018, Cage fece il suo debutto in pay-per-view ad Impact vincendo un six-way match contro Dezmond Xavier, DJZ, El Hijo del Fantasma, Taiji Ishimori e Trevor Lee. A Under Pressure, Cage sconfisse Dezmond Xavier diventando il contendente numero 1 per l'Impact X Division Championship. Cage ricevette un'opportunità per il titolo di X Division Championship contro Matt Sydal nell'episodio del 14 giugno di Impact!, che Cage perse per countout dopo che un Kongo Kong lo attaccò fuori dal ring. Cage si sarebbe vendicato sconfiggendo Kong nell'episodio del 5 luglio di Impact!. Cage ricevette una rivincita contro Sydal per l'X Division Championship a Slammiversary XVI, che Cage vinse, aggiudicandosi così il suo primo titolo in Impact. Nella puntata di Impact! del 26 luglio, Cage difese con successo il titolo per la prima volta in una rivincita contro Sydal. Cage ha anche difeso con successo il suo titolo contro Fénix a ReDefined, e contro Rich Swann nell'episodio del 18 ottobre di Impact!. A Bound for Glory 2018, Cage fece squadra con Fénix e Pentagón Jr. contro Ohio Versus Everything, che persero dopo che Sami Callihan schienò Cage, ponendo così fine alla sua serie di imbattibilità.
Nell'episodio del 15 novembre di Impact!, Cage ha mantenuto con successo l'X Division Championship contro Callihan. Dopo il match, Cage ha invocato "Opzione C", una scelta aperta solo al detentore dell'X Division Championship, in cui rinunciano al titolo, in favore di ricevere un match per il titolo per l'Impact World Championship a Homecoming il 6 gennaio 2019, dove ha perso contro il campione Johnny Impact.

#### Impact World Champion (2019–2020)
Nell'episodio del 15 marzo di Impact, Cage salvò Johnny Impact da Killer Kross e Moose, ma Impact si rivoltò contro Cage dopo che la moglie di Impact, Taya Valkyrie, gli sferrò un colpo basso, consentendo a Impact di attaccarlo.
Parte della faida in corso ha coinvolto l'arbitro Johnny Bravo, dove due settimane prima dello show di Rebellion, è emerso che ora aveva alleanze con Johnny Impact e la moglie Taya Valkyrie mentre bloccava Cage quando Cage era in grado di ottenere una vittoria per schienamento su Impact. La settimana precedente Bravo aveva fregato Cage in un match con Killer Kross dove aveva chiamato il gong indicando uno schienamento riuscito quando era chiaro al pubblico e ai commentatori presenti e ai telespettatori a casa che Cage aveva appena sollevato una spalla prima che l'arbitro colpisse il tappeto con la mano per il terzo conteggio.
Al PPV Impact Wrestling Rebellion del 28 aprile, Cage sconfisse Impact e divenne per la prima volta Impact World Champion. Dopo il match, fu attaccato dal debuttante Michael Elgin. Durante il match, Cage subì un infortunio alla schiena dopo uno Spanish Fly dalla rampa al pavimento dell'arena. A causa dell'infortunio, Cage perse due giorni di registrazioni televisive che si svolsero la settimana successiva. È ritornato nel ring il 12 maggio.
Nelle trasmissioni di Impact TV, Cage fece il suo ritorno a Slammiversary dove avrebbe affrontato ancora una volta Michael Elgin. Nonostante il successo nella difesa del titolo, Cage fu nuovamente messo da parte, con lo show che ne evidenziò la causa come lo stesso infortunio alla schiena che lo aveva limitato a una sola difesa da quando aveva conquistato il titolo da Johnny Impact. Cage non sarebbe stato visto agli eventi dell'arena per un po' di tempo con aggiornamenti sporadici dalla sua ragazza sullo schermo Melissa Santos. Cage fu visto di nuovo durante le registrazioni di agosto e settembre.
Durante le registrazioni di Las Vegas, Cage annunciò di essere stato autorizzato dal punto di vista medico a tornare sul ring a Bound for Glory 2019, dove avrebbe affrontato il nuovo contendente numero uno Sami Callihan. Come parte della preparazione al match, Callihan affrontò Cage, interrompendo il suo "primo ballo" sul ring con Melissa dopo il loro matrimonio sullo schermo in precedenza nella trasmissione. Dopo un insulto vile, Cage iniziò ad attaccare Callihan, che tentò di colpire Cage con una bottiglia che stava tenendo in mano, ma Melissa Santos invece subì un colpo diretto da Callihan. Al PPV Cage riuscì a mantenere il suo titolo; tuttavia, nelle registrazioni del 25 ottobre 2019, Callihan invocò una clausola di re-match, dentro una steel cage. Cage perse il titolo per schienamento in seguito a un Super Pile-Driver dalle corde. A Hard to Kill, Cage stava sfidando Rob Van Dam. Cage era troppo ferito per continuare dopo che RVD aveva colpito un Van Terminator con una sedia contro il viso di Cage. Quando gli ufficiali hanno fermato l'incontro, RVD voleva continuare e Daga è corso a proteggere Cage. RVD ha attaccato Daga e si è trattato di un nuovo incontro. Dopo il pay-per-view, Cage ha rivelato che il suo contratto con Impact Wrestling era scaduto, ponendo fine al suo mandato con la compagnia. Cage ha anche rivelato che si sarebbe preso una pausa dal wrestling per sottoporsi a un intervento chirurgico per un infortunio.

### All Elite Wrestling (2020–presente)
A gennaio 2020, poco dopo aver lasciato Impact Wrestling, Cage firma un contratto con la All Elite Wrestling, ma non ha potuto apparire negli show fin da subito a causa di un infortunio al bicipite.
Cage fece il suo debutto ufficiale in AEW nelle vesti di heel il 23 maggio 2020, a Double or Nothing 2020, prendendo parte al Casino Ladder Match, accompagnato dal suo nuovo manager Taz, che lo introdusse come detentore del titolo FTW Championship, una cintura non ufficialmente riconosciuta dalla AEW. Cage vinse questo match, diventando quindi lo sfidante numero uno all'AEW World Championship. Nelle settimane successive quindi Cage si confronta più volte col campione Jon Moxley, venendo anche alle mani nel parcheggio dell'arena. I due avrebbero dovuto sfidarsi nella seconda serata dell'evento Fyter Fest 2020, ma, visto il periodo di quarantena che si rese necessario per Moxley, dopo che la moglie, Renee Young, contrasse il Covid-19, il match venne rinviato a Fight for the Fallen, ma perse quando Taz gettò la spugna sul ring.
Il 21 luglio a Dark, Cage formò un'alleanza con Ricky Starks dopo aver aggredito insieme Robert Anthony e Darby Allin al termine del loro match. Il team, guidato da Taz come manager, fu battezzato Team Taz, e cominciò un feud con Darby Allin e Jon Moxley. Il 5 settembre Cage prese parte alla 21-man Casino Battle Royale svoltasi a All Out, ma fu eliminato da Lance Archer. Nella puntata di Dynamite del 7 ottobre, Cage difese il titolo FTW Championship battendo Will Hobbs. Il mese successivo, Hobbs si alleò con Cage, Taz e Starks dopo aver colpito Cody Rhodes con la cintura FTW di Cage. Il 2 dicembre 2020 a Winter Is Coming, Starks & Hobbs, ora chiamati "Powerhouse Hobbs", persero un tag team match contro Cody Rhodes & Darby Allin, al termine del quale, Cage, Hobbs e Starks infierirono su Rhodes e Allin fino a quando Sting fece il suo debutto nella AEW costringendo tutti gli aggressori a fuggire. Il 21 gennaio a Dynamite, fu annunciato che Cage e Ricky Starks avrebbero affrontato Darby Allin e Sting in uno street fight match a Revolution. Il 17 marzo a Dynamite, Brian Cage mostrò segni di un prossimo turn face mostrando rispetto a Sting con grande amarezza di Tazz e del resto del Team Taz. Il 14 luglio 2021 allo show Fyter Fest, perse l'FTW World Championship venendo sconfitto da Ricky Starks dopo che era stato colpito in testa con la cintura per mano dei Powerhouse Hobbs, venendo così ufficialmente estromesso dal Team Taz.

## Vita privata
Nel 2016 Cage iniziò a frequentare Melissa Santos, che in quel periodo lavorava come ring announcer di Lucha Underground. Il 23 gennaio 2018 i due danno alla luce la loro prima figlia, Skylar Faith Button. I due si sono sposati il 12 luglio 2019.

## Personaggio

### Mosse finali
- F-10 (Fireman's carry overhead 180º spinning facebuster)
- Weapon-X (Gory special transitioned into a reverse STO)
- Drill Claw (Suplex Piledriver)

### Soprannomi
- "Border Patrol"
- "Mr. G.M.S.I." (Get My Shit In)
- "The Machine"
- "The Fucking Machine"

## Titoli e riconoscimenti
- All Pro Wrestling
  - APW Worldwide Internet Championship (1)
- Championship Wrestling from Hollywood
  - CWFH Heritage Tag Team Championship (2) – con Shaun Ricker
- DDT Pro-Wrestling
  - Ironman Heavymetalweight Championship (1)
- Dungeon Championship Wrestling
  - DCW Heavyweight Championship (1)
- FEST Wrestling
  - Love Cup (2017) – con Sami Callihan
- Fighting Spirit Pro
  - FSP World Heavyweight Championship (1)
- Florida Championship Wrestling
  - FCW Florida Tag Team Championship (1) – con Justin Gabriel
- Future Stars of Wrestling
  - FSW Heavyweight Championship (1)
- Impact Wrestling
  - Impact World Championship (1)
  - Impact X Division Championship (1)
  - X Division Star of the Year (2018)
- International Wrestling Federation
  - IWF World Championship (1)
- Lucha Libre AAA Worldwide
  - Lucha Libre World Cup (2016 Men's Division) – con Chavo Guerrero Jr. e Johnny Mundo
- Lucha Underground
  - Lucha Underground Gift of the Gods Championship (1)
- Main Event Wrestling
  - California Cup (2011)
- Masters Of Ring Entertainment
  - MORE Wrestling Championship (1)
- Mayhem Wrestling Entertainment
  - MWE Heavyweight Championship (1)
- Mach One Wrestling
  - M1W Tag Team Championship (1) – con Shaun Ricker
  - M1W Tag Team Championship Tournament (2010) – con Shaun Ricker
- North America Wrestling
  - NAW Heavyweight Championship (1)
  - NAW North America Championship (1)
- Piledriver Pro Wrestling
  - PPW Heavyweight Championship (1)
- Pro Championship Wrestling
  - PCW Inter-California Championship (1)
- Pro Wrestling Experience
  - PWE Heavyweight Championship (1)
- Pro Wrestling Guerrilla
  - PWG World Tag Team Championship (1) – con Michael Elgin
- Pro Wrestling Illustrated
  - Most Improved Wrestler of the Year (2019)
  - 48° tra i 500 migliori wrestler singoli secondo PWI 500 (2019)
- Pro Wrestling Revolution
  - PWR Junior Heavyweight Championship (1)
  - PWR Tag Team Championship (2) – con Derek Sanders
- Warrior Wrestling
  - Warrior Wrestling Champion (1)
- WrestleCircus
  - WC Ringmaster Championship (2)
  - WC Sideshow Championship (1)
- World Series Wrestling
  - WSW Heavyweight Championship (1)
  - WSW Tag Team Championship (1) – con Flip Gordon